# تفجير الشعلة 2006
تفجير الشعلة 2006 هو تفجير إرهابي إستهدف منطقة الشعلة في العراق غربي مدينة بغداد بشراع 60 أدى إلى مقتل مايقار 7 أشخاص واصابة 14 أخرين، ولم تعلن أي جهة تنفيذ هذا التفجير .

## مصدر
1. ↑  "72 قتيلا و200 جريح بثلاثة انفجارات وسط العراق وشماله". موقع الجزيرة الإخباري. 24/7/2006. مؤرشف من الأصل في 2 يونيو 2023. اطلع عليه بتاريخ 02-06-2023. {{استشهاد ويب}}: تحقق من التاريخ في: |تاريخ= (مساعدة)